# كورنيل جون
كورنيل جون (بالإنجليزية: Cornell John)‏ هو ممثل بريطاني، ولد في 1901 في المملكة المتحدة.

## وصلات خارجية
- كورنيل جون على موقع IMDb (الإنجليزية)
- كورنيل جون على موقع ألو سيني (الفرنسية)
- كورنيل جون على موقع أول موفي (الإنجليزية)
- كورنيل جون على موقع قاعدة بيانات الأفلام السويدية (السويدية)
- كورنيل جون على موقع قاعدة بيانات الفيلم (الإنجليزية)
- كورنيل جون على موقع كينوبويسك (الروسية)